# ChatON
ChatON là dịch vụ thông tin toàn cầu giới thiệu bởi Samsung Electronics vào tháng 9 năm 2011. ChatON chính thức phục vụ hơn 120 quốc gia với 62 ngôn ngữ. ChatON hiện có sẵn trên điện thoại thông minh Android, iOS, BlackBerry, Windows Phone (Samsung Zone), Windows Mobile (Hàn Quốc), và bada. Ngoài ra, một trang web được cung cấp để người dùng có thể truy cập thông qua trình duyệt web. Người dùng có thể mời bạn bè và đăng ký thông qua Facebook và Twitter cũng như chia sẻ nội dung ChatON trên Facebook. Trong các tính năng độc đáo của ChatON cho phép người dùng có thể tạo tin nhắn hoạt hình mà người nhận có thể xem. Nếu người dùng có tài khoản Samsung để đăng nhập vào ChatON, họ có thể sử dụng nó trên bất kì thiết bị mà không cần phải lấy lại danh sách bạn bè.
ChatON được xem là thay thế cho WhatsApp.

## Lịch sử
ChatON được giới thiệu tại IFA vào 29 tháng 8 năm 2011, ở Berlin, Đức, với dịch vụ dành cho iOS, Android, Blackberry, và tính năng trên điện thoại Samsung. Hỗ trợ mở rộng bao gồm máy tính bảng Android, Windows Phone, và điện thoại Samsung bada. Ứng dụng điện thoại ChatON có thể tài xuống từ Samsung Apps & Google Play cho Android, Apple App Store cho iOS, App World cho Blackberry, và Windows Marketplace cho Windows Mobile.

## Thiết bị
ChatON được cài mặc định trên điện thoại thông minh và máy tính bảng PC Samsung Galaxy, như Galaxy Note 2 và 3, Galaxy Gear, Galaxy S3 và S4, và Galaxy Camera. Nó cũng có sẵn trên các thiết bị khác phụ thuộc vào hệ điều hành cài sẵn.

## Hệ điều hành hỗ trợ
Đối với thiết bị di động, ChatON có sẵn trên Android (v2.2 hoặc cao hơn), Bada (v2.0 hoặc cao hơn), iOS (v4.3 hoặc cao hơn), BlackBerry (thiết bị cảm ứng với v6.0 hoặc cao hơn, thiết bị không cảm ứng với v5.0 hoặc cao hơn), và Windows Mobile (v6.5 chỉ với Omnia 2 phiên bản Hàn Quốc, và v7.0 thiết bị sản xuất bởi Samsung).
Đối với Windows PC, ChatON chạy trên PC với Windows XP hoặc cao hơn. Đối với Mac, nó chạy trên OS X 10.6 hoặc cao hơn.

### Phiên bản Web
ChatON cung cấp trang web Lưu trữ ngày 5 tháng 5 năm 2012 tại Wayback Machine cho người dùng không hỗ trợ nền tảng điện thoại thông minh để trò chuyện với máy tính bàn và trình duyệt web điện thoại. Đa cửa sổ trên màn hình PC, nó lớn hơn điện thoại, tạo điều kiện với bạn bè chia sẻ nội dung. Sử dụng trên web gắn với tài khoản Samsung thay vì số điện thoại, và danh sách bạn bè từ tài khoản điện thoại sẽ được nhập vào web. Người dùng sẽ nhận được tin nhắn như nhau bất kể các phiên bản trong khi họ duy trì web và phiên bản điện thoại một cách độc lập. Nếu người dùng xóa tài khoản của họ, thiết bị của họ kết nối thông qua tài khoản được khởi tạo và tất cả dữ liệu phòng trò chuyện và máy chủ sẽ bị xóa.